# Equipe romena na Copa Davis
A equipe romena na Copa Davis representa a Romênia na Copa Davis, principal competição de tênis masculina por equipes do mundo. É administrada pela Romanian Tennis Federation.